# Port lotniczy Mbout
Port lotniczy Mbout (IATA: MBR, ICAO: GQNU) – port lotniczy położony w Mbout, w regionie Kurkul, w Mauretanii.